# Акмолинска област
Акмолинска област (на казахски: Ақмола облысы, „Акмола“ означава „Бяла могила“; на руски: Акмолинская область) е една от 14-те области на Казахстан. Площ 146 132 km² (9-о място по големина в Казахстан, 5,41% от нейната площ). Население на 1 януари 2019 г. 738 587 души (10-о място по население в Казахстан, 4,02% от нейното население). Административен център град Кокшетау. Столицата на Казахстан, Астана, е град с републиканско подчинение и неговата площ и население не се броят към площта и населението на Акмолинска област. Разстоянието от нея до Кокшетау е 294 km.

## Историческа справка
Най-старите градове в Акмолинска област са Кокшетау, основан през 1824 г. и Атбасар, основан през 1846 г. като казашка станица, преобразуван впоследствие в уезден град и вторично утвърден за град през 1928 г. Останалите 8 града в областта са признати за такива по време на съветската власт в периода от 1937 г. (Степняк) до 1966 г. (Державинск).
Акмолинска област е образувана на 14 октомври 1939 г. от части на Карагандинска и Североказахстанска област с административен център град Акмолинск (днешна Астана). На 15 март 1944 г. и 14 септември 1954 г. части от областта са предадени на Кокчетавска област. На 26 декември 1960 г. Акмолинска област е закрита и територията ѝ влиза в състава на новообразувания Целинен край. На 20 март 1961 град Акмолинск е преименуван на Целиноград, а на 24 април 1961 г. е възстановена Акмолинска област, но вече под името Целиноградска област. На 23 ноември 1970 г. 4 района са предадени към новообразуваната Тургайска област, а на 18 юли 1981 г. Тенгизки район е предаден на Карагандинска област. На 6 юли 1992 г. град Целиноград е преименуван на Акмола и същевременно Целиноградска област – на Акмолинска област. На 22 април 1997 г. Тургайска област е закрита и предадените към нея през 1970 г. 4 района са върнати на Акмолинска област. На 10 април 1999 г. 3 района от Североказахстанска област са предадени към Акмолинска област, в т.ч. и град Кокшетау (бивш Кокчетав), който става административен център на областта.

## Географска характеристика
Акмолинска област е разположена в северната част на Казахстан. На север граничи със Североказахстанска област, на изток – с Павлодарска област, на юг – с Карагандинска област и на запад – с Костанайска област. В тези си граници заема площ от 146 132 km² (9-о място по големина в Казахстан, 5,4% от нейната площ). Дължина от запад на изток 670 km, ширина от север на юг 380 km.
По-голямата част от територията на Акмолинска област се намира в пределите на Казахската хълмиста земя, в горния басейн на река Ишим, с преобладаваща н.в. 300 – 400 m. На изток се издига възвишението Ерментау, в средните части – възвишенията Домбирали (471 m), а в северната част – живописното Кокшетауско възвишение с максимална височина връх Синюха 947 m (53°05′16″ с. ш. 70°12′42″ и. д. / 53.087778° с. ш. 70.211667° и. д.), разположен на около 15 km северно от град Шчучинск. Югозападната част на областта е заета от Тенгиз-Кургалджинската падина.
Климатът е рязко континентален, засушлив, с горещо и сухо лято (средна юлска температура 19 – 20 °C на север и 22 °C на юг), с пясъчни бури и суховеи и с големи денонощни амплитуди. Зимата е продължителна, студена и малоснежна, със силни ветрове и виелици (средна януарска температура около -18 °C на север и около -16 °C на юг). Годишната сума на валежите варира от 200 – 250 mm на югозапад до 300 – 350 mm на север, а във възвишенията – над 350 mm. Продължителността на вегетационния период (минимална денонощна температура 5 °C) е около 165 денонощия.
През цялата област от изток на запад, а след това на север протича река Ишим (от басейна на Об) със своите притоци Колутон, Жабай, Терсакан и др. От Казахската хълмиста земя води началото си река Силети, течаща в североизточната част, а в южната – реките Нура и Куланотпес, всичките те завършващи в безотточни езера. Над 90% от годишния им отток преминава през пролетта, като през лятото силно намаляват, а някои пресъхват. За битовото и промишленото водоснабдяване на столицата Астана на река Ишим е изградено голямото Вячеславско водохранилище. В областта има множество езера, предимно солени (Тенгиз, Киякти, Къпшак, Мамай и др.), но има и сладководни (Шчуче, Болшое Чебаче, Боровое, Айдабул, Заренда, Кургалджин, Кожакол, Итемген и др.).
Голяма част от територията на областта попада в зоната на степите и е заета от тъмнокестеняви, често засолени почви, като това са основните райони на неполивно земеделие и разорани целини. На северозапад са развити тревисто-коилови степи върху южни черноземи, които също са разорани и се използват за земеделие. В крайния юг са разположени полупустинните пелиново-коилови степи върху светлокестеняви почви с петна от солонци и солончаци. Заливните тераси на Ишим и други реки са заети от тревисти пасища върху ливадни солонцови почви. Тенгиз-Кургалджинската падина е покрита с пустинна растителност, развита върху солонци и солончаци. По по-високите части на Казахската хълмиста земя има участъци заети от редки борово-брезови гори, развити върху чакълести планински черноземи, които се явяват основни летни пасбища. В степите (в неусвоените за земеделска дейност земи) се срещат гризачи, копитни (в т.ч. антилопа сайга), хищници, птици (в т.ч. дропла), а по бреговете на езерата – водоплаващи птици (в т.ч. фламинго).

## Население
На 1 януари 2019 г. населението на Акмолинска област област е наброявало 738 587 души (4,02% от населението на Казахстан). Гъстота 5,05 души/km². Етнически състав: казахи 51,36%, руснаци 32,86%, украинци 4,31%, немци 3,52%, татари 1,78%, беларуси 1,33%, поляци 1,05% и др.

## Административно-териториално деление
В административно-териториално отношение Акмолинска област се дели на 17 административни района, 10 града, в т.ч. 2 града с областно подчинение и 8 града с районно подчинение и 13 селища от градски тип. Столицата на Казахстан, Астана, е град с републиканско подчинение и неговата площ и население не се броят към площта и населението на Акмолинска област.
| Административна единица    | Площ (km²) | Население (2019 г.) | Административен център | Население (2019 г.) | Разстояние до Кокшетау (в km) | Други градове и сгт с районно подчинение |
| -------------------------- | ---------- | ------------------- | ---------------------- | ------------------- | ----------------------------- | ---------------------------------------- |
| Град с областно подчинение |            |                     |                        |                     |                               |                                          |
| 1. Кокшетау                | 40         | 145 161             | гр. Кокшетау           | 145 161             | -                             | Станционни                               |
| 2. Степногорск             | 158        | 45 917              | гр. Степногорск        | 45 917              | 224                           | Аксу, Бестобе, Шантобе                   |
| Административен район      |            |                     |                        |                     |                               |                                          |
| 1.Акколски район           | 9400       | 25 793              | гр. Аккол              | 13 678              | 196                           |                                          |
| 2.Аршалински район         | 5847       | 27 404              | сгт Аршали             | 5975                | 359                           |                                          |
| 3.Астрахански район        | 7400       | 23 615              | с. Астраханка          | 4984                | 214                           |                                          |
| 4.Атбасарски район         | 10 635     | 48 234              | гр. Атбасар            | 28 757              | 199                           |                                          |
| 5.Буландински район        | 6400       | 34 331              | гр. Макинск            | 17 775              | 107                           |                                          |
| 6.Бурабайски район         | 5900       | 75 363              | гр. Шчучинск           | 46 777              | 75                            | Бурабай                                  |
| 7.Егиндъколски район       | 5400       | 6068                | с. Егиндикол           | 2976                | 284                           |                                          |
| 8.Енбекшилдерски район     | 11 000     | 14 360              | гр. Степняк            | 3508                | 113                           |                                          |
| 9.Ерейментауски район      | 17 500     | 26 516              | гр. Ерейментау         | 9128                | 372                           |                                          |
| 10.Есилски район           | 8000       | 24 237              | гр. Есил               | 10 546              | 362                           | Красногорски                             |
| 11.Жаксински район         | 9700       | 19 088              | с. Жакси               | 4754                | 295                           |                                          |
| 12.Жаркаински район        | 12 100     | 14 110              | гр. Державинск         | 6323                | 486                           |                                          |
| 13.Зерендински район       | 7800       | 38 682              | с. Зеренда             | 6601                | 50                            | Айдабул, Алексеевка, Бирлестик           |
| 14.Коргалжински район      | 9300       | 8815                | сгт Коргалджински      | 4500                | 419                           |                                          |
| 15.Сандиктауски район      | 6400       | 18 398              | с. Балкашино           | 4458                | 109                           |                                          |
| 16.Целиноградски район     | 7888       | 76 891              | с. Акмол               | 12 720              | 336                           |                                          |
| 17.Шортандински район      | 4700       | 29 504              | сгт Шортанди           | 6025                | 225                           | Жолъмбет                                 |